# Police Woman (TV serija)
Police Woman (srp. Policajka) je bila američka policijska TV-serija koja se originalno emitovala na programu NBC-a od 13. septembra 1974. do 29. marta 1978. godine.
U njoj je Endži Dikinson tumačila naslovnu ulogu - pripadnice losanđeleske policije (LAPD) koja rešava kriminalističke slučajeve. Smatra se jednom od prvih uspešnih američkih serija gdje je protagonist bila žena. Krajem 1970-ih ju je tadašnja Radiotelevizija Beograd pod naslovom Policajka emitovala u okviru programa JRT-a.
Protagonist - narednica Suzan „Peper“ Anderson - prvi put se na malim ekranima pojavila 1973. godine u „The Gamble“ (srp. Rizik), TV-filmu, odnosno epizodi televizijske antologije Police Story. Tamo je opisana kao prikrivena agentica Odseka za kriminalne zavere LAPD. Uspeh epizode je producente podstakao da naprave nastavak serije (eng. spin-off) odnosno seriju u kojoj bi Anderson bila glavna junakinja. U njoj je Anderson pod nadzorom svog šefa - narednika Vilijama „Billa“ Kraulija (Erl Holiman) te uz pomoć kolega Pita Rojstera (Čarls Dirkop) i Džoa Stajlsa (Ed Bernard) - pod različitim maskama (prostitutka, učiteljica, konobarica i sl.) dolazila u blizinu osumnjičenih za razne zločine, od ubistava do krijumčarenja droge.
Serija je, pogotovo u prvoj sezoni, doživela ogroman uspeh. U februaru 1976. godine tadašnji američki predsednik Džerald Ford odložio je svoju redovnu televizijsku pres-konferenciju jer je hteo gledaocima omogućiti da nesmetano gledaju Police Woman.

## Spoljašnje veze
- Police Woman на веб-сајту  (језик: енглески)
- Police Woman на веб-сајту TV.com (језик: енглески)